# Zuideinde (Oostzaan)
Zuideinde is een buurtschap, buurtwijk, en straat in de gemeente Oostzaan en Amsterdam-Noord, in de Nederlandse provincie Noord-Holland.
Zuideinde is een van de drie buurtschappen die oorspronkelijk het lintdorp Oostzaan vormen. Het is gelegen tussen Kerkbuurt en Amsterdam-Noord. In 1573 werden in Kerkbuurt en Zuideinde van Oostzaan door Spaanse soldaten tijdens Tachtigjarige Oorlog de kerk, vele huizen en de meelmolen Het Wapen van Oostzaan in brand gestoken. Allen werden uiteindelijk weer herbouwd in de jaren daarna. Door de bloeiperiode in de 17e eeuw groeide Oostzaan, met name in zuidelijke richting. Bij de overtoom van Oostzaan ontstond net als even bij de verderop gelegen Westzaan een eigen buurt. Deze buurtschap werd Oostzaner Overtoom genoemd. Op de grens met Kerkbuurt ontstond het buurtje De Kathoek, een benaming die een paar eeuwen later weer verdwenen was.
Zuideinde werd net als de rest van de Oostzaner Polder viermaal serieus getroffen door een watersnoodramp, in 1786 een eerste maal toen de dijk Achterdichting doorbrak, een tweede maal in 1825 toen het water over de Zuiderzeedijk bij de Stenen Beer van Durgerdam doorbrak. De derde en vierde maal gebeurde vlak achter elkaar. Op 16 januari 1916 liep het water over het Luyendijkje heen. De dijken bij Uitdam, Durgerdam en Katwoude waren al in de nacht van 13 op 14 januari doorgebroken. Op 16 februari liep de polder opnieuw onder door een stevige storm. Pas op 24 maart kon worden begonnen met de polder droog te maken, een karwei dat op 1 april klaar was.
Het noordelijke deel van Zuideinde werd samen de Kerkbuurt stevig uitgebreid in de loop van de 20e eeuw. Voor de uitbreiding van de stad Amsterdam boven het IJ werd in 1921 een deel van Oostzaan geannexeerd en opgekocht door de gemeente Amsterdam. Het betrof het gebied van de Oostzaner Overtoom en IJ-polder VIII, met een stuk van het Zuideinde. Zo verdwenen Oostzaner Overtoom en deel van Zuideinde in het nieuwe Amsterdam-Noord en ontstond onder meer de wijken Oostzanerwerf en Tuindorp Oostzaan. De weg Zuideinde loopt na de A10 door in Amsterdam-Noord en loopt vervolgens door tot de Landsmeerdijk.

## Buurtwijk
Naast dat het een buurtschap is van Oostzaan vormt het noordelijke deel van Zuideinde sinds de uitbreiding van de 20e eeuw het dorpscentrum van Oostzaan . De benaming Zuideinde wordt niet alleen gebruikt voor de eigenlijke buurtschap maar ook als benaming voor de buurtwijk. De buurtwijk beslaat het gebied alleen het zuidelijke deel de buurtschap. Het noordelijke deel valt onder de buurtwijk Kerkbuurt. Buurtwijk Zuideinde kende in 2008 210 bewoners.

Buurtwijk Zuideinde binnen Oostzaan

Dorp: Oostzaan     
Buurtschappen: Achterdichting · De Haal · De Heul · Kerkbuurt · Noordeinde · Zuideinde

Noord-Holland: Steden en dorpen in Noord-Holland      Nederland: Provincies · Gemeenten